# Lima Campos
Lima Campos est une municipalité brésilienne située dans l'État du Maranhão.